# Tarenna leioloba
Tarenna leioloba är en måreväxtart som först beskrevs av André Guillaumin, och fick sitt nu gällande namn av Spencer Le Marchant Moore. Tarenna leioloba ingår i släktet Tarenna och familjen måreväxter. Inga underarter finns listade i Catalogue of Life.